# 托米·卡利奥
托米·卡利奥（芬蘭語：Tomi Kallio，1977年1月27日—），芬兰男子冰球运动员，场上位置是前锋。他曾代表芬兰国家队参加2002年冬季奥林匹克运动会冰球比赛，获得第五名。